# Parázsbegyű bozótgébics
A parázsbegyű bozótgébics (Malaconotus cruentus) a madarak osztályának verébalakúak (Passeriformes) rendjébe és a bokorgébicsfélék (Malaconotidae) családjába tartozó faj.

## Rendszerezése
A fajt René Primevère Lesson francia ornitológus írta le 1830-ban, a Vanga nembe Vanga cruenta néven.

## Előfordulása
Afrika nyugati és középső részén, Elefántcsontpart, Egyenlítői-Guinea, Gabon, Ghána, Guinea, Kamerun, a Kongói Demokratikus Köztársaság, a Kongói Köztársaság, Közép-afrikai Köztársaság, Libéria, Nigéria, Sierra Leone, Togo és Uganda területén honos.
Természetes élőhelyei a szubtrópusi vagy trópusi cserjések, síkvidéki és hegyi esőerdők, valamint másodlagos erdők és vidéki kertek. Állandó, nem vonuló faj.

## Megjelenése
Testhossza 26 centiméter.

## Természetvédelmi helyzete
Az elterjedési területe rendkívül nagy, egyedszáma ugyan csökken, de még nem éri el a kritikus szintet. A Természetvédelmi Világszövetség Vörös listáján nem fenyegetett fajként szerepel.